# Набережно-Печерська дорога
На́бережно-Пече́рська доро́га — вулиця в Голосіївському та Печерському районах міста Києва, місцевість Нижня Теличка. Пролягає від Наддніпрянського шосе (двічі, утворюючи форму дужки). Власне вулиця ділиться на дві частини: перша пролягає від Наддніпрянського шосе до Деревообробного провулку та вулиці Баренбойма, друга частина прокладена від Дарницького залізничного моста до Наддніпрянського шосе, сполучаючись з останнім в районі моста Патона.

## Історія
Відома з XIX століття як частина Набережно-Печерської вулиці. Після прокладання в 50-х роках XX століття Наддніпрянського шосе і пов'язаного з цим перепланування місцевості Набережно-Печерська дорога виділена в самостійну вулицю під сучасною назвою. У 1984 році від неї відокремлено вулицю Баренбойма. Решту Набережно-Печерської вулиці (від Наддніпрянського шосе до Стратегічного шосе) ліквідовано в 80-ті роки XX століття під час знесення старої забудови.